# Жон (Казахстан)
Жон (каз. Жон) — село у складі Абайського району Карагандинської області Казахстану. Входить до складу Ільїчівського сільського округу.
Населення — 102 особи (2021; 159 у 2009, 316 у 1999, 424 у 1989).
Національний склад станом на 1989 рік:
- росіяни — 49 %.

Станом на 1989 рік село називалось Джон, мало також назву Жан.